# Bess Heath
Bess Alice May Heath (* 20. August 2001 in Chesterfield, Vereinigtes Königreich) ist eine englische Cricketspielerin, die seit 2023 für die englische Nationalmannschaft spielt.

## Aktive Karriere
Heath spielte zunächst für Derbyshire, bevor sie einen Vertrag mit den Northern Diamonds erhielt. Dort konnte sie in der Rachael Heyhoe Flint Trophy 2021 eine wichtige Rolle beim Einzug in die Playoffs spielen. Sie spielte auch für die Northern Superchargers ab der Saison 2021. Ihr Debüt in der Nationalmannschaft folgte in der WODI-Serie im September 2023 gegen Sri Lanka. Im Dezember folgte ihr WTwenty20-Debüt in Indien. Zu dem Zeitpunkt erhielt sie auch einen Vertrag mit dem englischen Verband. Im Sommer wurde sie dann für den ICC Women’s T20 World Cup 2024 nominiert.